# Roland Beck
Roland Beck (1959. szeptember 28. –) liechtensteini nemzetközi labdarúgó-játékvezető.

## Pályafutása

### Nemzeti játékvezetés
Hazájában nem működik labdarúgó-bajnokság, csak a svájci-kupát rendezik meg. 1993-ban lett az I. Liga játékvezetője. Az aktív nemzeti játékvezetéstől 2003-ban vonult vissza.

#### Nemzetközi játékvezetés
A Liechtensteini labdarúgó-szövetség Játékvezető Bizottsága (JB) terjesztette fel nemzetközi játékvezetőnek, a Nemzetközi Labdarúgó-szövetség (FIFA) 1995-től tartotta nyilván bírói keretében. A FIFA JB központi nyelvei közül a németet beszéli. Több nemzetek közötti válogatott és klubmérkőzést vezetett. A liechtensteini nemzetközi játékvezetők rangsorában, a világbajnokság-Európa-bajnokság sorrendjében az 1. helyet foglalja el 4 találkozó szolgálatával. Az aktív nemzetközi játékvezetéstől 2003-ban búcsúzott. Válogatott mérkőzéseinek száma: 6.

#### Labdarúgó-világbajnokság
A világbajnoki döntőhöz vezető úton Franciaországba a XVI., az 1998-as labdarúgó-világbajnokságra a FIFA JB bíróként alkalmazta.

##### 1998-as labdarúgó-világbajnokság

###### Selejtező mérkőzés
| Időpont           | Helyszín                       | Mérkőzés típusa           | Mérkőzés                    | Eredmény | Nézők száma |
| ----------------- | ------------------------------ | ------------------------- | --------------------------- | -------- | ----------- |
| 1996. április 24. | Crvene Zvezde Stadion, Belgrád | előselejtező (6. csoport) | Jugoszlávia–Feröer-szigetek | 3 : 1    | 16 325      |

#### Labdarúgó-Európa-bajnokság
Az európai-labdarúgó torna döntőjéhez vezető úton Angliába a X., az 1996-os labdarúgó-Európa-bajnokságra, Belgiumba és Hollandiába a XI., a 2000-es labdarúgó-Európa-bajnokságra, valamint Portugáliába a XII., a 2004-es labdarúgó-Európa-bajnokságra az UEFA JB játékvezetőként foglalkoztatta.

##### 1996-os labdarúgó-Európa-bajnokság

###### Selejtező mérkőzés
| Időpont           | Helyszín                     | Mérkőzés típusa           | Mérkőzés          | Eredmény | Nézők száma |
| ----------------- | ---------------------------- | ------------------------- | ----------------- | -------- | ----------- |
| 1995. október 11. | Olimpiai Stadion, Serravalle | előselejtező (8. csoport) | San Marino–Feröer | 1 : 3    | 1 000       |

##### 2000-es labdarúgó-Európa-bajnokság

###### Selejtező mérkőzés
| Időpont           | Helyszín                 | Mérkőzés típusa           | Mérkőzés          | Eredmény | Nézők száma |
| ----------------- | ------------------------ | ------------------------- | ----------------- | -------- | ----------- |
| 1999. február 10. | Tsirio Stadion, Limassol | előselejtező (6. csoport) | Ciprus–San Marino | 4 : 0    | 3 000       |

##### 2004-es labdarúgó-Európa-bajnokság

###### Selejtező mérkőzés
| Időpont           | Helyszín                      | Mérkőzés típusa           | Mérkőzés                    | Eredmény | Nézők száma |
| ----------------- | ----------------------------- | ------------------------- | --------------------------- | -------- | ----------- |
| 2003. március 29. | Köztársasági Stadion, Jereván | előselejtező (6. csoport) | Örményország–Észak-Írország | 1 : 0    | 10 321      |